# The Lucky Punch
The Lucky Punch ist eine 1997 gegründete deutsche Band.

## Stil
Die Band wurde 1997 im Zuge der vor allem durch skandinavische Bands wie The Hellacopters, Gluecifer oder The Flaming Sideburns losgetretene Garage-Rock-Welle gegründet. Ihre Musik wird vor allem durch die Einflüsse verschiedener Bands der späten 1960er und 1970er Jahre wie AC/DC, Motörhead, und Lynyrd Skynyrd geprägt. Ihr Stil wird unter anderem als Punkrock, Garagerock oder Actionrock bezeichnet.

## Nebenprojekte
Bassist Erwin Mojito und Sänger und Gitarrist Marco Knarco spielen auch bei der Hardcore/Metal-Band Caos Cartel. Erwin Mojito war auch kurzzeitig bei der Münchener Hardrockband Lem Motlow aktiv.

## Diskografie

### EPs
| Jahr | Titel                      | Label                | Medium |
| ---- | -------------------------- | -------------------- | ------ |
| 1999 | Four Aces Are Hard to Beat | Punchin’ Productions | CD     |

### Alben
| Jahr | Titel                | Label                                       | Medium    |
| ---- | -------------------- | ------------------------------------------- | --------- |
| 2004 | Kick Up a Hullabaloo | Dead Beat Records                           | CD, Vinyl |
| 2005 | Join Our Cruise      | Punchin’ Productions                        | CD        |
| 2009 | Yield to Temptation  | Punchin’ Productions                        | CD        |
| 2013 | Still Shakin         | Punchin’ Productions / Thunderlight Records | CD        |

### Splitsingle
| Jahr | Titel                                  | Label | Medium |
| ---- | -------------------------------------- | ----- | ------ |
| 2008 | Playin’ My Music (with Jet Said Ready) | n/a   | Vinyl  |

### Kompilation
| Jahr | Titel                                         | Label                                                | Medium |
| ---- | --------------------------------------------- | ---------------------------------------------------- | ------ |
| 2007 | Flattery: A Tribute to Radio Birdman Volume 3 | Nomads Records / Fandango Records / No-mango Records | CD     |